# Romilly-la-Puthenaye
Romilly-la-Puthenaye is een gemeente in het Franse departement Eure (regio Normandië) en telt 262 inwoners (1999). De plaats maakt deel uit van het arrondissement Bernay.

## Geografie
De oppervlakte van Romilly-la-Puthenaye bedraagt 11,9 km², de bevolkingsdichtheid is 22,0 inwoners per km².

## Verkeer en vervoer
In de gemeente ligt spoorwegstation Romilly-la-Puthenaye.
De onderstaande kaart toont de ligging van Romilly-la-Puthenaye met de belangrijkste infrastructuur en aangrenzende gemeenten.

## Demografie
Onderstaande figuur toont het verloop van het inwonertal (bron: INSEE-tellingen).